# Scalawag

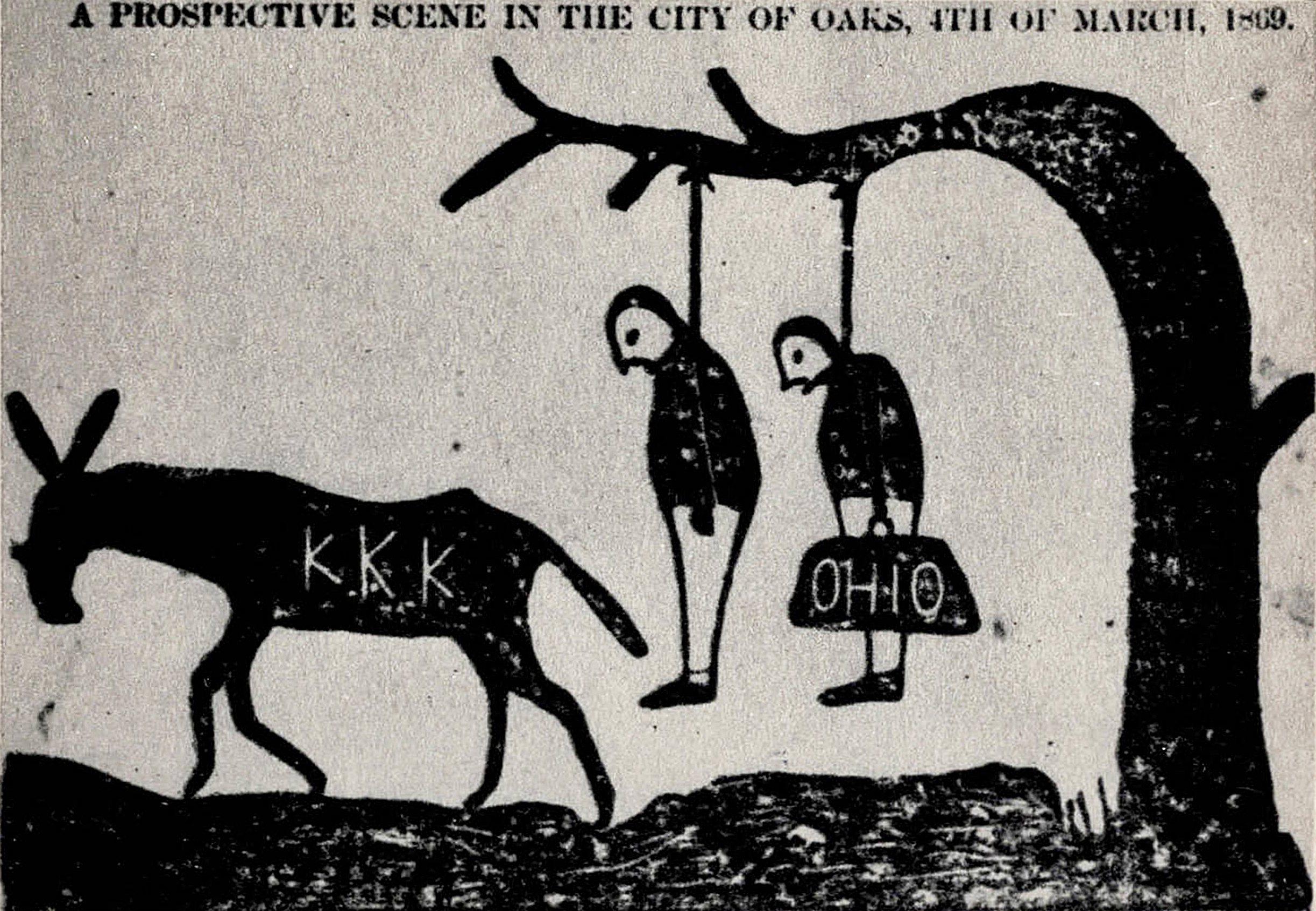
Una vignetta del settembre 1868 sullIndependent Monitor dell'Alabama, in cui si minacciava che il Ku Klux Klan (rappresentato da un asino democratico) avrebbe linciato i furfanti (a sinistra) e i carpetbagger (a destra) il 4 marzo 1869

Nella storia degli Stati Uniti, scalawag era un soprannome dispregiativo usato per indicare i bianchi del sud che sostenevano le politiche e gli sforzi della Ricostruzione dopo la conclusione della guerra civile americana.
Gli scalawag erano particolarmente odiati dai democratici del sud degli anni 1860-1870, che li chiamavano i traditori della loro regione, che era da tempo nota per la sua diffusa schiavitù dei neri. Prima della guerra civile americana, la maggior parte degli scalawag si sono opposti alla dichiarata secessione degli stati del sud dagli Stati Uniti per formare gli Stati Confederati d'America.

## Origini del termine
Il termine era in origine un epiteto dispregiativo (originariamente significava "mascalzone"), ma è usato da molti storici come un comodo riferimento. Lo storico Ted Tunnell a proposito dell'origine del termine spiega:
(Tunnell)
Durante un'udienza del giudice "Greasy" Sam Watts nel tribunale della Contea di Haywood (Carolina del Nord) (sessione 1868-69), il dottor William Closs testimoniò che uno scalawag era "un uomo bianco nato nel sud che si dice non essere meglio di un nero e ha ragione a dirlo".
L'etimologia della parola riporta a scallywag, all'irlandese "sgaileog", uomo di fatica o bracciante. È una parola che sembra essere attualmente di uso comune nelle città del nord-ovest dell'Inghilterra in cui è presente una comunità di origine irlandese, particolarmente a Liverpool, dove è talvolta abbreviato in "scall". È anche un termine dispregiativo, che denota chi segue la moda senza gusto e senza mezzi.

## Cronologia
Gli scalawag formarono una coalizione vincente con i freedmen (neri ex-schiavi) e i nuovi arrivati dal Nord (chiamati per disprezzo carpetbaggers) per prendere il controllo dei loro stati e dei governi locali. Pur essendo una minoranza, guadagnarono il potere sfruttando le leggi della Ricostruzione del 1867, che privò dei diritti civili (divieto di voto o di incarichi pubblici) la maggior parte della popolazione del Sud degli Stati Uniti, che non poteva o non voleva sottoscrivere l'ironclad oath, il giuramento con cui si attestava di non aver servito nell'esercito Confederato o esercitato alcuna funzione nell'ambito del regime precedente. Questa coalizione controllò per periodi di varia durata tra il 1866 e il 1877 tutti gli stati ex-confederati, tranne la Virginia. Due dei più importanti scalawags furono il generale James Longstreet (generale di grado più elevato dell'esercito di Robert E. Lee, dopo Stonewall Jackson) e Joseph E. Brown, governatore della Georgia durante la guerra. Nel decennio 1870 molti scalawag passarono dal partito Repubblicano alla coalizione conservatrice-Democratica, che si diede il nome di Redeemers. I conservatori-Democratici sostituirono tutti i regimi Repubblicani del Sud dopo il compromesso del 1877.
Nel 1961 lo storico John Hope Franklin ha dato questa valutazione delle ragioni degli Unionisti del Sud. Egli ha osservato che più veniva concesso alla gente del Sud di votare e partecipare:
Their primary interest was in supporting a party that would build the South on a broader base than the plantation aristocracy of Antebellum days. They found it expedient to do business with Negroes and so-called carpetbaggers; but often they returned to the Democratic party as it gained sufficient strength to be a factor in Southern politics.»
Il loro interesse principale era di sostenere un partito che avrebbe costruito il Sud su una base più ampia rispetto all'aristocrazia delle piantagioni del periodo precedente la guerra. Trovarono conveniente fare affari con i neri e i cosiddetti carpetbaggers, ma spesso rientrarono nel Partito Democratico quando ebbero forza sufficiente per essere un fattore importante nella politica del Sud.»
(Franklin, p. 100)
In Alabama gli scalawags dominarono il Partito Repubblicano a partire dalla metà del 1872. 117 Repubblicani furono candidati, eletti o designati per le più redditizie e importanti posizioni statali esecutive, nella magistratura e negli uffici federali legislativi e giudiziari tra il 1868 e il 1881. Tra questi 76 bianchi del sud, 35 del nord, e 6 neri. Negli uffici di stato durante la ricostruzione, i bianchi del sud erano ancora più preponderanti: 51 ebbero la candidatura, contro 11 carpetbaggers e un nero. 27 scalawags furono candidati per incarichi direttivi statali (75%), 24 vinsero nomine per incarichi giudiziari (89%) e 101 furono eletti all'Assemblea generale dell'Alabama (39%). Tuttavia, un minor numero di scalawags riuscirono a essere eletto alle cariche federali: 15 furono nominati o eletti al Congresso (48%) rispetto a 11 carpetbaggers e 5 neri. 48 scalawags divennero membri della Convenzione costituzionale del 1867 (il 49,5% dei membri Repubblicani) e sette scalawags divennero membri della Convenzione costituzionale del 1875 (il 58% dei membri del minuscolo raggruppamento Repubblicano).
In Carolina del Sud vi erano circa 100.000 scalawags, circa il 15% della popolazione bianca. Durante il suo apogeo, la coalizione Repubblicana attirò alcuni bianchi più ricchi, in particolare moderati favorendo la cooperazione tra i Democratici di mentalità aperta e Repubblicani considerati affidabili. Hyman Rubin ritiene che il crollo della coalizione repubblicana fu causato da tendenze preoccupanti alla corruzione e al settarismo che sempre più caratterizzava il partito al governo. Questi errori delusero gli alleati del nord che abbandonarono i Repubblicani dello Stato nel 1876 quando i Democratici di Wade Hampton riaffermarono un controllo conservatore e minacciarono di usare la violenza per costringere molti Repubblicani a soprassedere o passare ai Democratici.

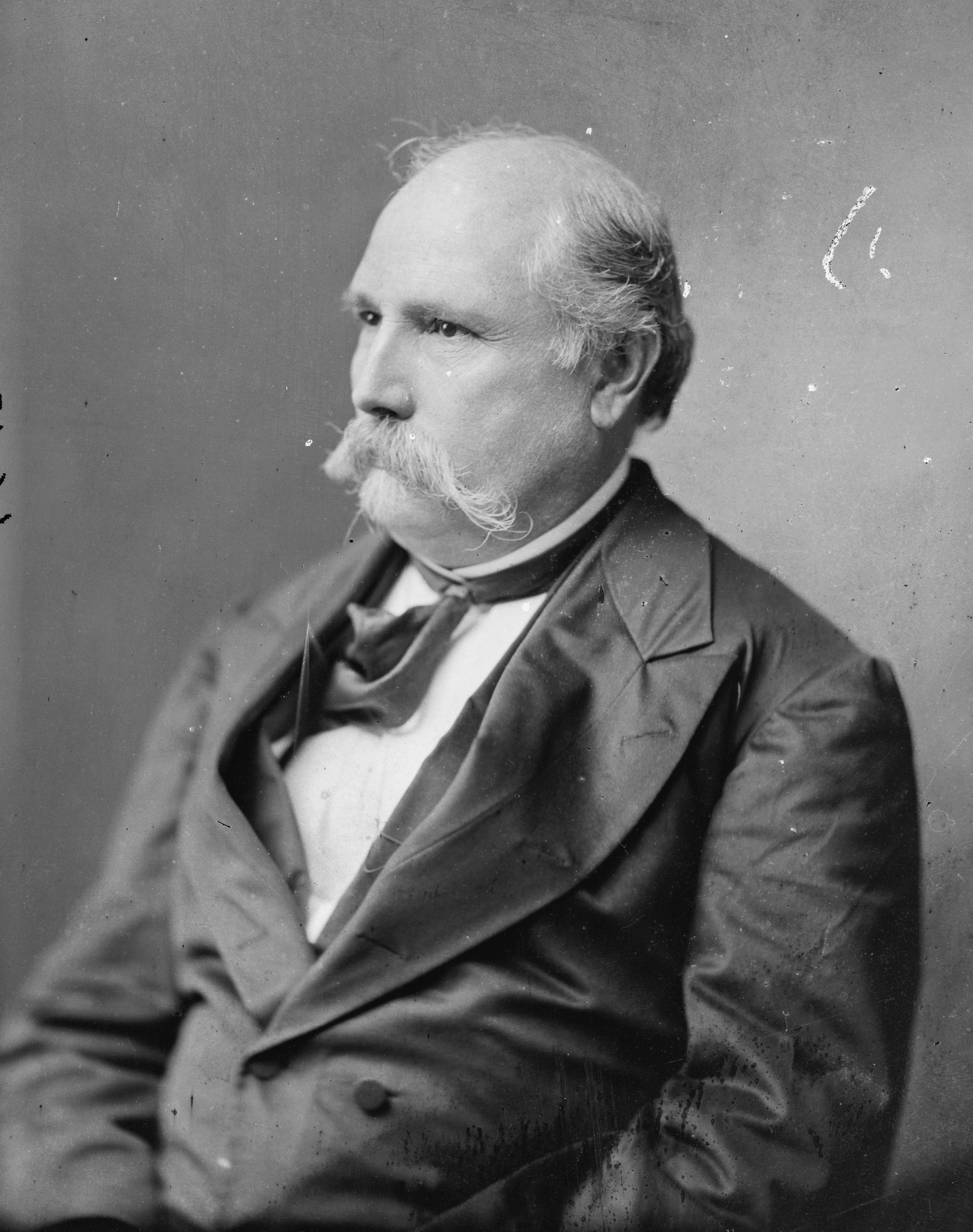
James Lusk Alcorn (1816 - 1894), noto scalawag.
(Foto di Brady e Handy risalente agli anni 1865 - 1880)

Lo scalawag più importante è stato James Lusk Alcorn del Mississippi. Fu eletto al Senato degli Stati Uniti nel 1865 ma, come per tutti i sudisti, non gli fu consentito di prendere possesso del suo seggio, mentre il Congresso stava affrontando i problemi della Ricostruzione. Sostenne il suffragio per gli ex-schiavi e approvò il XIV emendamento, come richiesto dai Repubblicani al Congresso. Alcorn divenne il leader degli scalawags, che comprendeva circa un terzo dei Repubblicani nello Stato, in coalizione con i carpetbaggers e gli ex-schiavi. Fu eletto dai Repubblicani 28º governatore del Mississippi nel 1869 e tenne la carica tra il 1870 e il 1871. Di tendenze innovatrici, nominò molti ex Whigs con le stesse idee, anche se erano Democratici. Sostenne con forza l'istruzione, comprese le scuole pubbliche riservate ai neri, e per loro istituì un nuovo college, ora noto come Alcorn State University. Operò per far nominare alla sua direzione di questo college il suo alleato Hiram Revels, un afroamericano. I Repubblicani radicali gli furono ostili, ritenendo clientelare la sua politica, lamentando che la politica di Alcorn era di rendere "la vecchia civiltà del Sud modernizzata", piuttosto che condurre una rivoluzione totale politica, economica e sociale.
Alcorn si dimise da governatore per diventare senatore degli Stati Uniti, in sostituzione di Hiram Revels, suo alleato e primo senatore afro-americano. Il senatore Alcorn sollecitò la rimozione delle limitazioni politiche ai bianchi del sud, respinse le proposte dei Repubblicani radicali di rendere effettiva l'uguaglianza sociale con leggi federali, denunciò che l'imposta federale sul cotone era una rapina e difese l'idea di scuole separate per le due etnie nel Mississippi. Anche se in passato aveva avuto degli schiavi al suo servizio, riteneva che la schiavitù fosse un cancro nel corpo della Nazione ed espresse il compiacimento che lui e molti altri del Sud provavano per la sua eliminazione.
Alcorn condusse una furiosa battaglia politica con il senatore Adelbert Ames (1835 - 1933), il carpetbagger che guidava l'altra fazione del Partito Repubblicano del Mississippi. La lotta lacerò il partito, con la maggior parte dei neri che sostenevano Ames, ma molti, tra cui Revels, con Alcorn. Nel 1873 entrambi decisero di candidarsi al titolo di governatore. Ames era sostenuto dai Repubblicani radicali e dalla maggior parte degli afroamericani, mentre Alcorn ebbe il voto dei bianchi conservatori e della maggior parte degli scalawags. Ames vinse per con 69.870 voti contro i 50.490 di Alcorn che si ritirò dalla politica dello Stato.

## Le accuse di corruzione
Gli scalawags furono denunciati come corrotti dai Redeemers. Gli storici della Dunning School simpatizzavano con le richieste dei Democratici. In accordo con la Dunning School, John Hope Franklin affermò che gli scalawags "devono prendere almeno una parte della colpa" di appropriazione indebita e corruzione. "Ma il loro reato più grave è stato quello di essere stati fedeli all'Unione durante la guerra civile o di aver dichiarato che erano stati fedeli e con ciò aver goduto di piena cittadinanza nel corso del periodo della ricostruzione".
I Democratici sostenevano che gli scalawags erano finanziariamente e politicamente corrotti e disposti a sostenere un cattivo governo perché ne ricavavano benefici personali. Uno storico dell'Alabama affermò: "Sulle questioni economiche gli scalawags e i Democratici chiesero con impazienza contributi per lo sviluppo economico di progetti in cui avevano un interesse economico, e mostrarono pochi scrupoli nei metodi utilizzati per avere aiuti economici tramite il governo statale dell'Alabama. La qualità delle abitudini contabili di Repubblicani e Democratici erano altrettanto note". In ogni caso lo storico Eric Foner sostiene non vi siano prove sufficienti per affermare che gli scalawags fossero più o meno corrotti dei politici di ogni epoca, compresi i Redeemers.
In termini di questioni razziali, "i Repubblicani bianchi, come anche i Democratici, cercavano il voto dei neri, ma li ricompensavano a malincuore con candidature a cariche pubbliche e solo quando necessario, e anche allora riservando i posti migliori ai bianchi. I risultati erano prevedibili: questi modi di agire parziali non accontentavano né i neri, né i bianchi Repubblicani. La debolezza fatale del partito repubblicano in Alabama, come altrove nel sud, è stata la sua incapacità di creare un partito politico multietnico. E quando furono al potere, anche se per breve tempo, non riuscirono a proteggere i loro membri dal terrore dei Democratici. I Repubblicani dell'Alabama furono sempre sulla difensiva, nei discorsi e nelle azioni."
La pressione sociale costrinse la maggior parte degli scalawags ad aderire alla coalizione conservatrice/Democratica dei Redeemer. Una minoranza rimase e formò la metà "Tan" del partito Repubblicano "Black and Tan", che fu in minoranza in ogni stato del sud dopo il 1877.

## Influenza
Gli scalawags erano composti dai Repubblicani bianchi del sud, inclusi gli abolizionisti in precedenza più tenaci, nonché dagli ex proprietari di schiavi che sostennero la parità di diritti per i liberti (il più famoso di quest'ultimo gruppo fu Samuel F. Phillips, che in seguito si oppose alla segregazione razziale nel celebre caso Plessy v. Ferguson, nel 1896). Vanno inclusi anche quelli che volevano far parte della dirigenza del Partito Repubblicano, semplicemente perché forniva maggiori opportunità di successo nella carriera politica. Molti storici hanno caratterizzato gli scalawags in termini di classe sociale, mostrando che in media erano meno ricchi o influenti della classe privilegiata dei piantatori.
I distretti di montagna dell'Appalachia erano spesso enclave repubblicane. La gente di questa regione aveva pochi schiavi e disponeva di scarsi mezzi di trasporto, la povertà era diffusa e provavano un permanente risentimento verso i politici degli Stati più a sud che dominavano la Confederazione e verso i Democratici conservatori durante la ricostruzione e dopo. Le loro roccaforti in Virginia Occidentale, la parte orientale di Kentucky e Tennessee, la parte occidentale della Virginia, la Carolina del Nord, e la regione degli Ozark nel nord dell'Arkansas, divennero bastioni dei Repubblicani. Questa umile gente di campagna provava ostilità di vecchia data verso la classe dei piantatori. Nutrivano sentimenti pro-Unione durante la guerra. Andrew Johnson era il loro leader. Accolsero favorevolmente la Ricostruzione e l'azione dei Repubblicani radicali nel Congresso.
Come Thomas Alexander (1961) ha esposto, vi era una persistente Whiggery (sostegno ai principi del defunto Partito Whig) nel Sud dopo il 1865. Molti ex-Whigs divennero Repubblicani sostenitori della modernizzazione attraverso l'istruzione e le infrastrutture, soprattutto migliori strade e ferrovie. Molti aderirono anche al partito dei Redeemers nel loro tentativo riuscito di porre fine al breve periodo di diritti civili, promesso agli afroamericani durante l'epoca di ricostruzione, con le leggi Jim Crow e un'epoca di segregazione e di cittadinanza di seconda classe, che durò fino al XX secolo.
James Alex Baggett ha studiato il profilo di 742 scalawags, paragonandoli a 666 Redeemers loro oppositori e che alla fine ne presero il posto. Egli ha messo a confronto tre regioni: l'Upper South, il sud-est e il sud-ovest. Baggett ha seguito la vita di ogni scalawag prima, durante e dopo la guerra, rispetto al luogo di nascita, occupazione, valore dei terreni, possesso di schiavi, istruzione, attività di partito, opinione sulla secessione, posizione politica durante la guerra e nel dopoguerra.
Baggett ha esaminato 1400 attivisti politici in tutto il Sud e ha dato a ciascuno un punteggio:
| Punti | Attività (scelte politiche)                                                         |
| ----- | ----------------------------------------------------------------------------------- |
| 1     | antisecessionista sostenitore di Breckinridge nelle elezioni presidenziali del 1860 |
| 2     | sostenitore di Bell o di Douglas nelle elezioni presidenziali del 1860              |
| 3     | oppositore alla secessione nel 1860-61                                              |
| 4     | unionista passivo durante la guerra                                                 |
| 5     | sostenitore del partito della pace                                                  |
| 6     | unionista attivo durante la guerra                                                  |
| 7     | sostenitore dell'Union Party del dopoguerra                                         |

Trovò che più alto era il punteggio più era probabile che la persona fosse uno scalawag.

## Scalawagsnoti
- James L. Alcorn (1816 - 1894), leader degli scalawags in Mississippi
- Rufus Brown Bullock (1834 - 1907), 46º governatore Repubblicano della Georgia dal 1868 al 1871
- Joseph Emerson Brown (1821 - 1894), 42º governatore della Georgia
- William Gannaway Brownlow (1805 - 1877), 22º governatore del Tennessee dal 1865 al 1869
- Edmund Jackson Davis (1827 - 1883), 14º governatore del Texas
- Benjamin Franklin Flanders (1816 - 1896), 21º governatore della Louisiana
- William Woods Holden (1818 - 1892), 38º e 40º governatore della Carolina del Nord
- George Washington Logan (1815 - 1889), uomo politico della Carolina del Nord
- James Longstreet (1821 - 1904)
- Franklin J. Moses, Jr. (1838 - 1906)
- Samuel Field Phillips (1824 - 1903)
- Alexander Rives (1806 - 1885)
- James Madison Wells (1808 - 1899), 20º governatore della Louisiana